# Drago Frelih
Drago Frelih, slovenski kolesar, * 22. februar 1948, Škofja Loka.
Frelih se je pozno začel ukvarjati s tekmovalnim cestnim kolesarstvom, po prihodu iz vojske leta 1970 pri 23 letih. Med letoma 1972 in 1978 je bil član kluba Rog Ljubljana, nato do leta 1983 Sava Kranj. V letih 1977, 1978 in 1980 je zmagal na Dirki po Srbiji, leta 1980 tudi na dirki Jadranska magistrala. Leta 1976 je bil drugi na Dirki po Jugoslaviji, na državnem prvenstvu Jugoslavije v cestni dirki pa je osvojil drugo mesto leta 1973 in tretje leta 1978. Trikrat je nastopil na mednarodni Dirki miru in leta 1981 osvojil etapno zmago. Leta 1980 je na izboru za jugoslovanskega športnika leta prejel nagrado za fairplay, ker je na Dirki po Jugoslaviji predal svoje kolo kasnejšemu zmagovalcu Bojanu Ropretu.